# Géographie de la Guyane
La Guyane se situe sur le continent sud-américain sur le plateau des Guyanes, près de l'équateur, par 53° de longitude Ouest et par 4° de latitude Nord.
Le plateau des Guyanes constitue la frontière Nord de la région géographique, botanique et zoologique que constitue l'Amazonie. La Guyane est ainsi recouverte à 97 % de son territoire par la forêt amazonienne, forêt équatoriale appelée forêt guyanaise et jouit donc d'une biodiversité que l'on ne retrouve dans nulle autre région française.
S’étendant sur 83 846 kilomètres carrés,, c'est la deuxième plus vaste région de France derrière la Nouvelle-Aquitaine. Elle est la seule collectivité française d'outre-mer de nature continentale.

## Frontières
Ses frontières sont délimitées à l'est par l’Oyapock, à l'Ouest par le fleuve Maroni, au sud par la ligne de partage des eaux et au nord par l'océan Atlantique. La Guyane est entourée par le Suriname à l'ouest et le Brésil à l'est et au sud.
Au sud-ouest, un territoire de 6 000 kilomètres carrés est en litige entre la France et le Suriname. Le Suriname émet de faibles revendications ; la zone revendiquée depuis 1885[réf. souhaitée] et ayant déjà fait l'objet d'une médiation du Tsar Nicolas II[réf. souhaitée] de Russie dans les années 1890[réf. souhaitée] n'est pas incluse dans la superficie de la Guyane française. C'est une zone couverte par la forêt amazonienne, équivalente à la superficie d'un département français, et peuplée de quelques dizaines d'Amérindiens. Cette zone est administrée par l'armée et la gendarmerie française, et elle est souvent indiquée au niveau international sur les cartes officielles de la géographie du Suriname.
Les frontières ne font pas partie des cultures amérindiennes, qui ont une variété d'autres conceptions de l'organisation spatiale. De nombreuses personnes amérindiennes et marronnes vivent sur les fleuves de manière transfrontalière.

## Topographie
Le relief de la Guyane s'est modelé à partir d'un socle ancien bordé par une plaine littorale. L'essentiel de la région se trouve à une altitude comprise entre 100 et 200 mètres, signe d'une très ancienne évolution morphologique et géomorphologique dont résulte la faiblesse des contrastes topographiques.
Deux grandes régions topographiques peuvent être distinguées :
- la plaine côtière ou "terres basses" qui s'étend sur quelques dizaines de kilomètres depuis la frontière maritime. Elle représente environ 450 000 ha recouverts de marécages et de savanes. C'est une plaine alluviale, plus ou moins inondable d'une altitude le plus souvent inférieure à 30 mètres;

- les terres hautes qui se développent sur le plateau des Guyanes et représentent près de 95 % du territoire. L'absence de mouvement tectonique depuis l'ère primaire et l'érosion importante qu'il a subie ont sculpté des formes de relief diverses dont la plus importante et caractéristique est une colline convexe qualifiée de demi-orange, grossièrement circulaire, haute de plusieurs dizaines de mètres pour un diamètre supérieur au kilomètre. Ces demi-oranges, présentes en grand nombre, donnent aux terres hautes l'aspect d'une mer de collines.

## Toponymie
Les noms amérindiens des lieux sont peu présents sur les cartes. Un projet du Parc amazonien de Guyane avec les Teko et les Wayãpi a permis de collecter une grande densité de toponymes. L'Institut national de l'information géographique et forestière a refusé de les intégrer dans ses cartes.

## Climat
La Guyane bénéficie d'un climat équatorial humide. Ses variations sont liées aux oscillations de la zone de convergence intertropicale (longue zone de dépression), qui résultent du contact entre les anticyclones des Açores et de Sainte Hélène. Sa position proche de l’équateur et sa façade océanique lui confèrent une bonne stabilité climatique. La température annuelle moyenne est de 26 °C. Elle ne diffère en général que de 2 °C du mois le plus chaud au mois le plus froid. Les amplitudes sont faibles sur la zone côtière et un peu plus marquées à l'intérieur.
On distingue quatre saisons,:
- la grande saison des pluies, d'avril/mai à mi-août;
- la grande saison sèche, de mi-août à novembre;
- la petite saison des pluies, de novembre/décembre à janvier/février;
- la petite saison sèche appelée aussi « petit été de mars » en février/mars.

Les mois les plus pluvieux sont mai et juin.
Au niveau mondial la Guyane est l'une des régions les plus humides au monde, les précipitations variant de 2 000 mm[réf. souhaitée]  à 4 000 mm par an et au niveau de la disponibilité d'eau par rapport aux réserves d'eau elle est la troisième au monde après le Groenland[réf. souhaitée]  et l'Alaska.[réf. souhaitée]

## Hydrographie
L'hydrographie de la région est caractérisée par un réseau dense de zones humides ou périodiquement inondées, de cours d'eau (à méandres souvent, et aux berges densément végétalisées, entrecoupés de sauts ou chutes). Les précipitations abondantes, la structure des terrains et l'imperméabilité du sol expliquent la densité et la configuration de ce réseau hydrographique.
Les grands fleuves que sont le Maroni, l'Oyapock, l'Approuague le Mana et le Sinnamary sont les axes de pénétration à l'intérieur du pays. Cependant, la navigation moderne est rendue difficile par la présence de sauts et de rapides infranchissables, en basses eaux, sans transbordement. Le barrage de Petit-Saut a fortement modifié l'hydrographie d'une partie du bassin du Sinnamary.
Le territoire communal forme, avec ceux de Matoury et Rémire-Montjoly, l'île de Cayenne, l'ensemble étant entouré par l'océan et des rivières.

## Géologie

Plateau des Guyanes et Côte sauvage
Bouclier guyanais
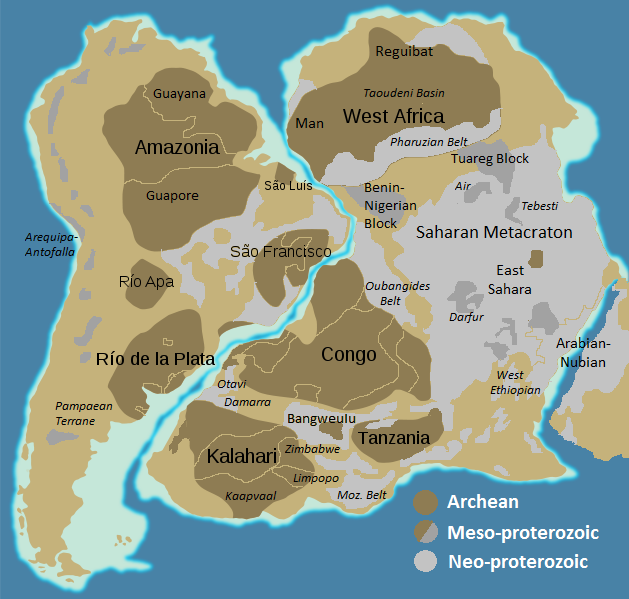
Craton amazonien (Gondwana occidental)
Faune et flore du Trias
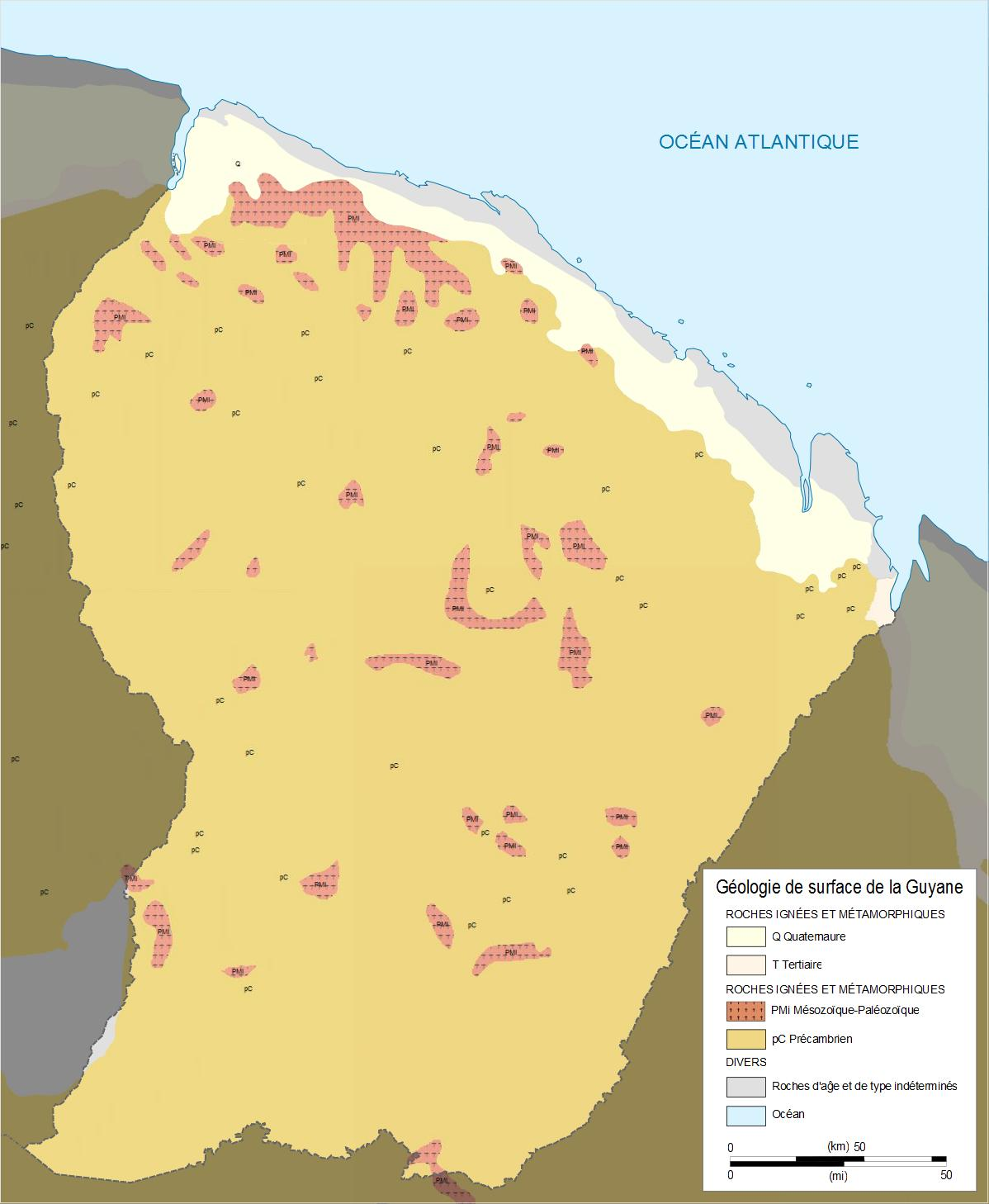
Carte géologique de la Guyane

La Guyane se situe sur le plateau des Guyanes qui s'est constitué dans des terrains encaissés qui ont disparu sous l'action de l'érosion, ne laissant que quelques lambeaux métamorphisés au contact des plutons granitiques. On trouve aujourd'hui deux ensembles géologiques : des formations sédimentaires récentes et des formations précambriennes.
L'absence de couverture sédimentaire, érodée au cours du temps, laisse affleurer les formations précambriennes qui ont chacune leur forme de relief caractéristiques: "collines en amandes" pour les schistes de l'Orapu, semis de collines identiques de même hauteur et à pentes convexes pour le granite guyanais. Outre une influence sur l'exploitation forestière (peuplements, accessibilités...), la géologie explique la richesse en divers minerais (or, bauxite, tantalite...) à la base des activités minières de Guyane, comme l'orpaillage.

## Végétation
La Guyane est couverte à 98 % d'une forêt équatoriale appelée forêt guyanaise. Celle-ci a connu une légère réduction en superficie entre 1990 et 2010.
La déforestation touche environ 3000 hectares par an, dont 1500 à 2000 hectares par an pour les espaces agricoles, 800 à 1000 hectares par an pour l'orpaillage clandestin, et 400 hectares par an pour les infrastructures (routes, urbanisation, etc.).

## Réserves naturelles
Il existe sept réserves naturelles : la réserve naturelle nationale des Nouragues, la réserve naturelle nationale de Trinité, la réserve naturelle nationale de l'île du Grand Connétable, la réserve naturelle nationale des marais de Kaw, la réserve naturelle nationale de l'Amana, la réserve naturelle nationale du Mont Grand Matoury et la réserve naturelle régionale de Trésor.

Le territoire compte aussi le Parc Naturel Régional de Guyane (PNRG) et le Parc amazonien de Guyane (PAG), plus grand parc national français par sa superficie.

## Éléments géographiques

### Montagnes
- Montagne Bellevue (851 m)
- Sommet Tabulaire (830 m)
- Massif du Mitaraka (690 m)
- Mont Saint-Marcel (635 m)
- Massif Dékou-Dékou (580 m)

### Fleuves et rivières

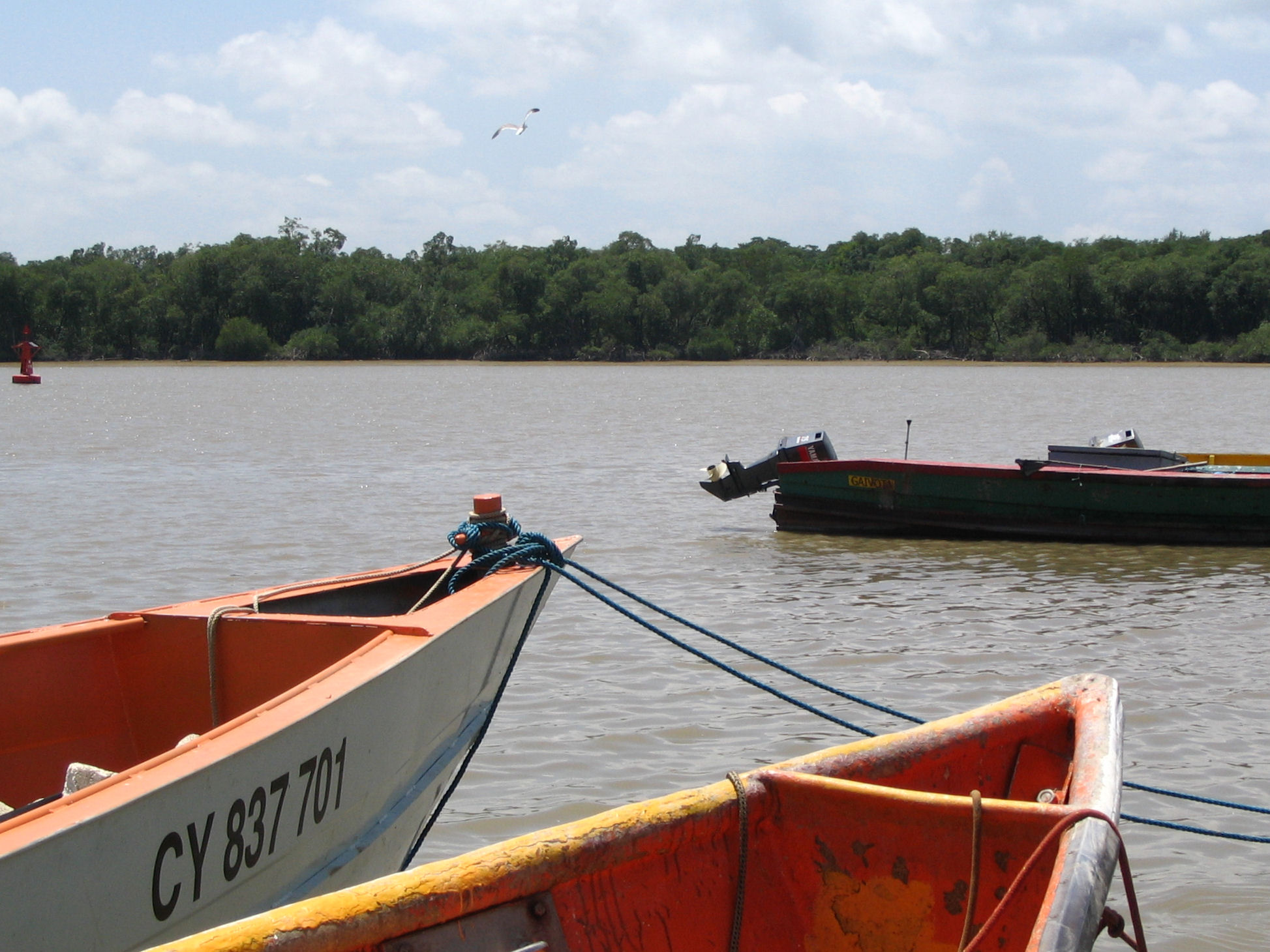
Le fleuve Kourou

- Maroni, frontière naturelle avec le Suriname, est aussi un lieu de passage et d'échanges entre les populations d'origines amérindiennes ou africaines, les Bushinegues — littéralement, les noirs des forêts — installés sur l'une ou l'autre des rives du fleuve.
- Oyapock, frontière naturelle avec le Brésil

### Îles

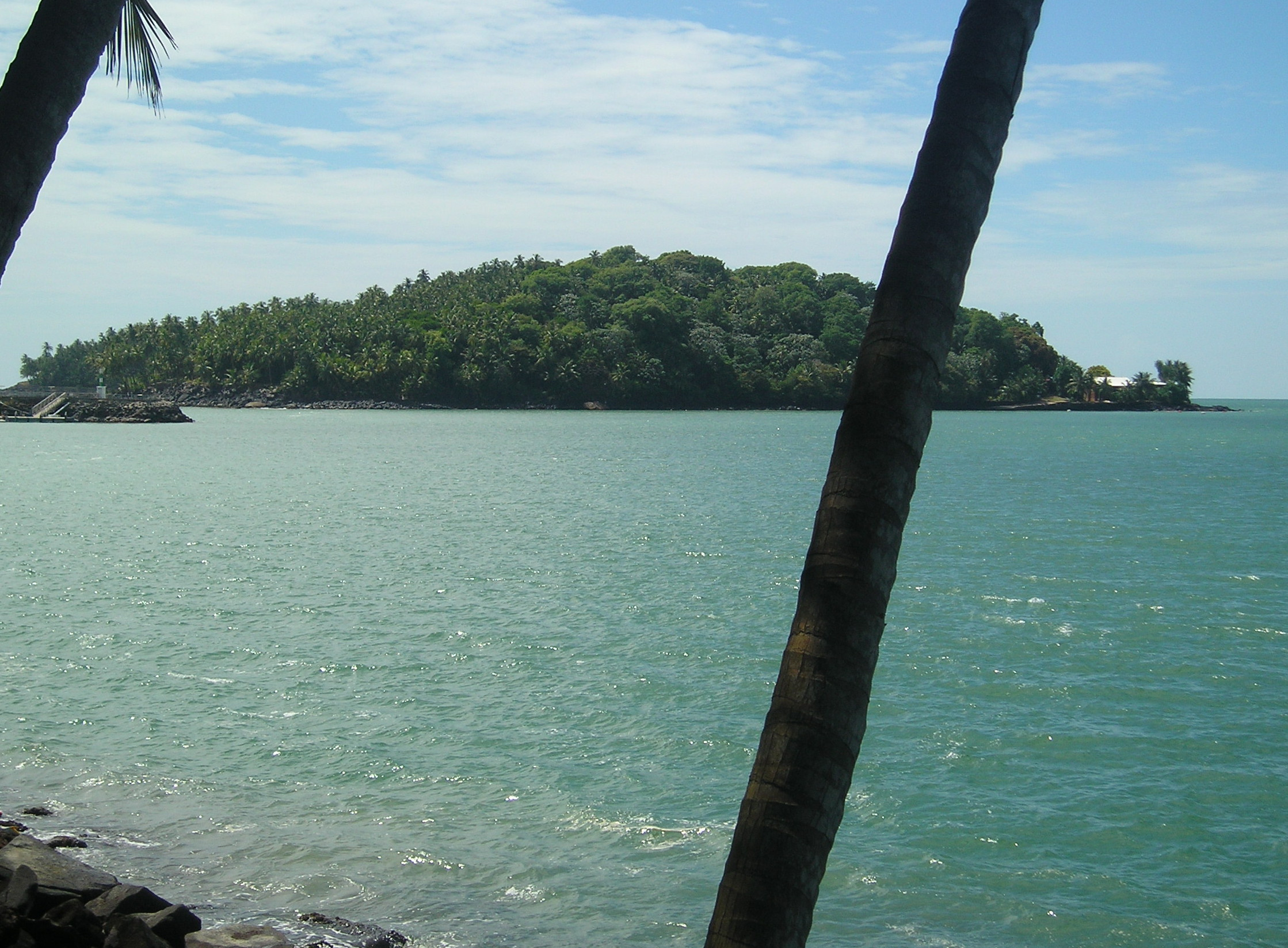
L'île Saint-Joseph vue depuis l'île Royale

- Îles du Salut
- Îlets de Rémire
- Île du Grand Connétable

## Communes
La Guyane compte 22 communes.
Les principales agglomérations sont situées en bord d'océan. Les trois plus grandes sont :
- Cayenne, une ville organisée autour de la place des Palmistes et qui se divise en avenues principales telles que l'avenue De Gaulle, l'avenue Pasteur, la rue Lalouette... Au cœur d'une agglomération importante d'environ 126 000 habitants.
- Kourou, un pôle important de la Guyane du fait de l'accueil du Centre Spatial Guyanais et de son futur statut de pôle international avec l'accueil de Soyouz.
- Saint-Laurent-du-Maroni, troisième ville de la Guyane, centre de la 2e circonscription, est une ville ouverte sur le fleuve et dont le multiculturalisme et le dynamisme l'ont haussée au rang de pôle d'influence de la Guyane.

## Voies de communication
- Pont de Guyane
- Routes de Guyane
- Aéroport international Félix-Éboué
- Transports publics en Guyane
- Infrastructures en Guyane